# 8e armée (Union soviétique)
Pour les articles homonymes, voir 8e armée.
La 8e armée est une unité de l'Armée rouge durant la Grande Guerre patriotique.

## Historique opérationnel

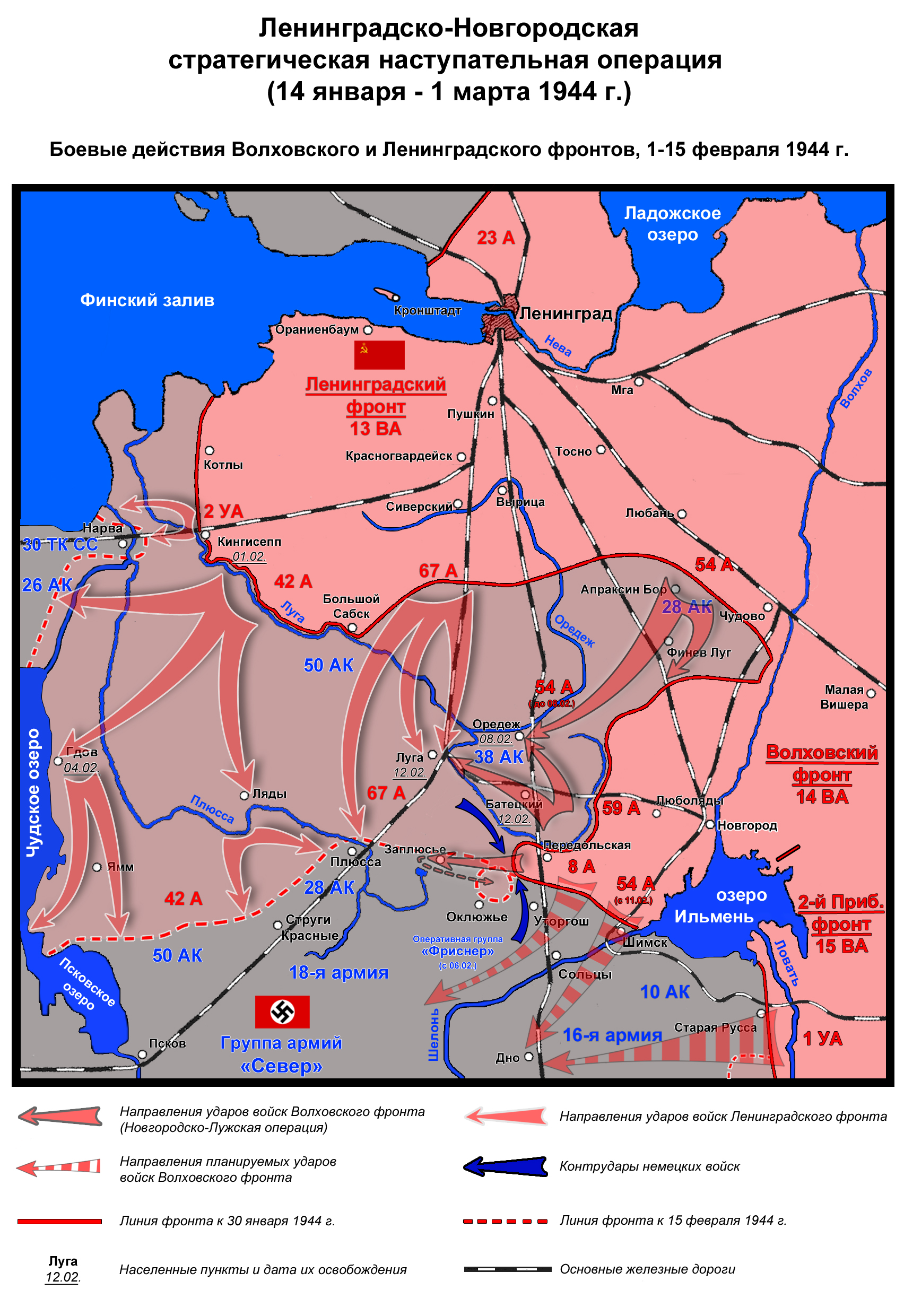
Carte de l'offensive de Leningrad en 1944.

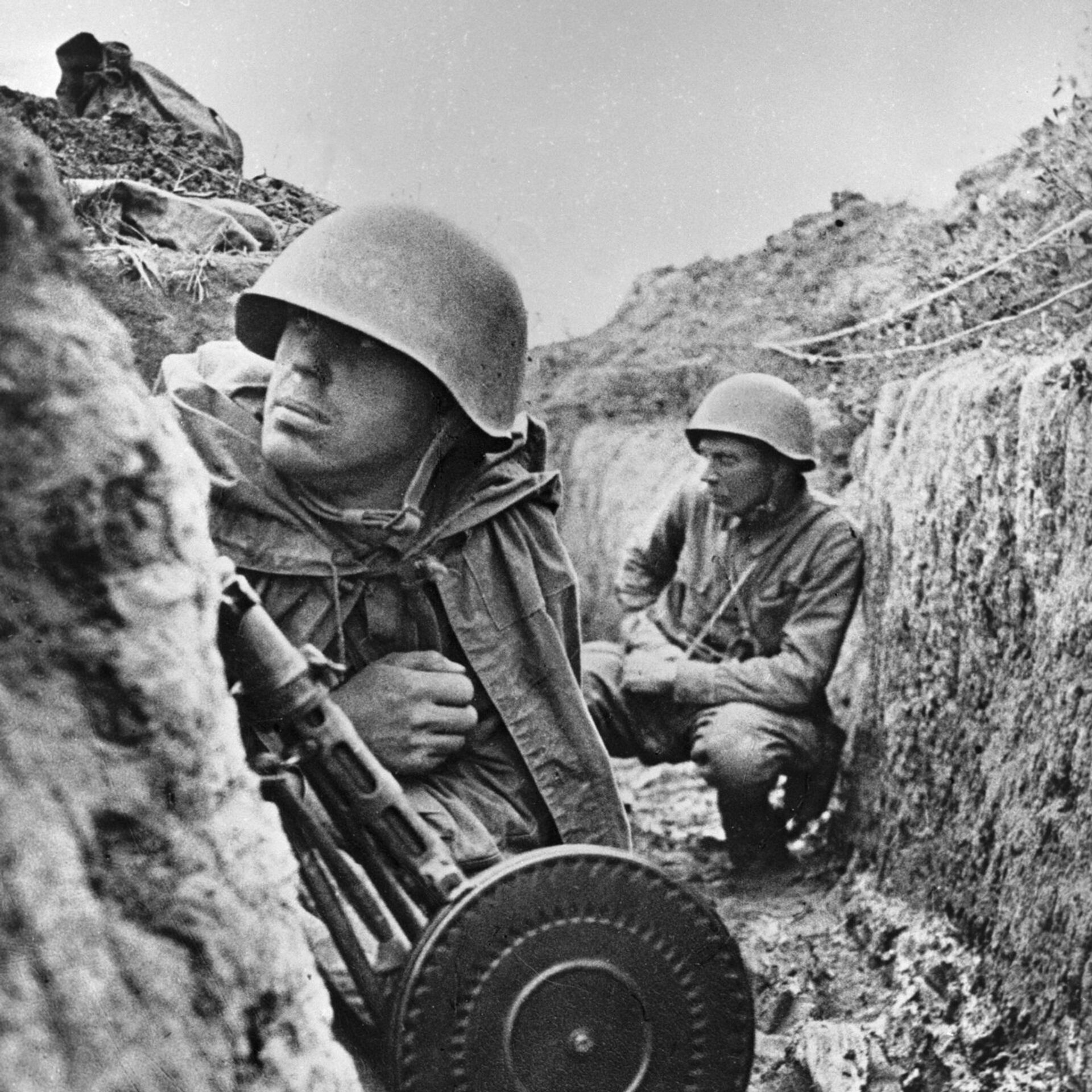
Soldats à Leningrad le 1 septembre 1941.

La 8e armée est créée en octobre 1939 dans le district militaire de Novgorod, elle gère la sécurité des frontières nord-ouest de l'URSS. Sa région opérationnelle se situe en Estonie et en Lettonie.
Le 30 novembre 1939, l'Union soviétique attaque la Finlande durant la guerre d'hiver. La 8e armée se bat au nord du lac Ladoga. Les Finlandais n'ont déployé que deux divisions et ils ont eu un groupe de soutien de trois brigades, apportant leur force à 30 000 soldats. Les Soviétiques avaient une division pour presque tous les chemins menant vers l'ouest jusqu'à la frontière finlandaise. La 8e armée était dirigée par Ivan Khabarov, mais le 13 décembre, il est remplacé par Grigori Chtern.
Le 7 décembre, les Finlandais se retirèrent près du petit ruisseau de Kollaa. La voie navigable elle-même n'a pas offert de protection, mais à côté des crêtes. La bataille de Kollaa a duré jusqu'à la fin de la guerre. Au nord, les Finlandais se sont retirés de Ägläjärvi à Tolvajärvi le 5 décembre et ont défait les attaques soviétiques.
Le 22 juin 1941 dans le cadre du front du Nord-Ouest, l'armée avec les 10e, 11e, 125e, 48e et 90e divisions d'infanterie, le 12e corps mécanisé et les 47e, 51e et 74e régiments d'artillerie rejoignent les combats dans les pays baltes.
En juillet 1941, les troupes de la 8e armée mènent des actions de défense sur le territoire de l'Estonie. Le 14 juillet, l'armée est transférée au front nord et le 27 août sur le front de Leningrad. Au début du mois de septembre 1941, les troupes de l'armée se sont battues vers Leningrad. Au début du mois de novembre, le siège de l'armée et certaines formations et unités de la 8e armée ont été relogés dans le secteur oriental de la défense du front de Leningrad. Au cours de novembre à décembre 1941, ils mènent des combats offensifs durant le siège de Leningrad. À la fin de janvier 1942, l'administration de l'armée est traversée au lac Ladoga.
Le 9 juin 1942, l'armée se bat sur le front de Volkhov. En août-septembre 1942, elle participe à l'offensive de Sinyavinsk. En janvier 1943, la 8e armée participe à la rupture du siège de Leningrad, couvrant le flanc sud du groupe d'assaut du Front.
Au cours de janvier 1944, le quartier général de l'armée et ses unités de soutien sont déplacés entre Novgorod et le lac Peïpous. Elle participe à la bataille de la tête de pont de Narva. L'armée participe à l'offensive de Narva (juillet 1944) et à la bataille de Tannenberg, du 25 juillet au 10 août 1944. En septembre, l'armée mène l'offensive de Tallinn.
En décembre 1944, l'armée effectue des tâches de défense côtière en Estonie jusqu'à la fin de la guerre.
En septembre 1945, l'armée de terre est dissoute, une partie rejoint le district militaire de Sibérie occidentale à Novossibirsk.

## Liste des commandants
- 1939 : Ivan Khabarov
- 1939 : Grigori Chtern
- juin à mars 1941 : Piotr Sobennikov
- août à septembre 1941 : Chtcherbakov
- septembre 1941 : Chevaldine
- septembre- novembre 1941 : Bondaryev
- novembre 1941 à janvier 1942 : Soukhomline
- janvier- avril 1942 : Starikov